# 존 걸레거
존 굴러거(John Gulager, 1957년 12월 9일 ~ )는 미국의 영화 감독, 배우, 촬영 감독이다.
뉴욕에서 태어났다.

## 영화
- 탠저린 (2015년)
- 좀비 나이트 (2013년)
- 피라냐 3DD (2011년)
- 피스트 3 (2009년)
- 피스트 2 (2008년)
- 펄스 2 - 애프터라이프 (2008년)
- 콰이어트 맨 (2007년) - 골디 모리스 그레고리 역
- 피스트 (2005년)